# Grammow
Grammow est une municipalité allemande du land de Mecklembourg-Poméranie-Occidentale et l'arrondissement de Rostock.

## Personnalités liées à la ville
- Heinz von Randow (1890-1942), général né à Grammow.